# Scamboneura dotata
Scamboneura dotata är en tvåvingeart. Scamboneura dotata ingår i släktet Scamboneura och familjen storharkrankar.

## Underarter
Arten delas in i följande underarter:
- S. d. dotata
- S. d. unicolor